# صابرين اللوزي
صابرين اللوزي (مواليد 28 يونيو 1997) هي لاعبة كرة قدم تونسية تلعب في مركز المهاجم في نادي إكسلسيور
ومنتخب تونس.

## روابط خارجية
- صابرين اللوزي على موقع قاعدة بيانات كرة القدم.إي يو (الإنجليزية)
- صابرين اللوزي على موقع Soccerway.com (الإنجليزية)